# Horst Ludwig Störmer
Horst Ludwig Störmer (Frankfurt, Alemanya, 1949) és un físic i professor universitari alemany guardonat amb el Premi Nobel de Física l'any 1998.

## Biografia
Va néixer el 6 d'abril de 1949 a la ciutat de Frankfurt, situada a l'estat alemany de Hessen. Va iniciar estudis d'enginyeria a la Universitat Politècnica de Darmstadt, però posteriorment es traslladà a la Universitat Johann-Wolfgang-Goethe de la seva ciutat natal per estudiar física, universitat on es llicencià el 1974 al costat de Gerd Binnig.
Amplià els seus estudis en un postgrau als laboratoris Bell de Nova Jersey, on el 1978 aconsegueix feina fixa; el 1983, fou nomenat responsable del laboratori per a les característiques òptiques i electròniques dels cossos sòlids, i finalment el 1992 fou nomenat director del laboratori de física. Des de 1997, és professor de física i física aplicada a la Universitat de Colúmbia.

## Recerca científica
Inicià la seva recerca al voltant dels gasos bidimensionals. Posteriorment, va col·laborar amb els físics nord-americans Robert B. Laughlin i Daniel Chee Tsui a l'Institut Tecnològic de Massachusetts a la recerca d'un hipotètic cristall d'electrons, descrivint el que s'anomenà efecte Hall quàntic. Per aquest descobriment, l'any 1998 els tres físics foren guardonats amb el Premi Nobel de Física.